# 蛤蟆通水库
蛤蟆通水库是中国黑龙江省双鸭山市宝清县境内的一座水库，位于乌苏里江水系。水库平均水深为5.00米，集雨面积为473平方千米。
粘土斜墙土石混合坝长800米，呈南北走向。迎水边坡1：2.5，干砌石护坡，背水边坡1：1.75，碎石护面。大坝右侧为开敞侧槽式溢洪道，设8孔木闸门，最大溢洪流量75立方米/秒。大坝左侧为1.7×1.7立方米方型钢筋混凝土输水洞，装钢板闸门，最大泄流量21.4立方米/秒。大坝北端峰顶有一座纪念碑镌刻着王震亲笔题字：蛤蟆通水库。
水库防洪保护下游1.8万人口，3万公顷耕地及宝饶公路的安全。水库设计灌溉面积1.9万公顷，年产粮食4.5万吨，年产鱼757吨。

## 历史
1957年7月，为了根治水患，开荒生产，王震在852农场场长黄振荣的陪同下，第一次考察了蛤蟆通河的走向，吩咐黄振荣搞好水利建设，排除内涝，千方百计多打粮食。1958年8月，王震第二次来到蛤蟆通考察，他对陪同的黄振荣场长说：“按我设想，水库一建成，这里就成了米粮川、打鱼湾、花果山啦。到那时，塞北变江南的梦想就成为现实了。”铁道兵农垦局密山勘测设计院勘测设计了蛤蟆通水库工程。1958年冬，水库破土动工，急于求成，在未开挖溢洪道和输水洞时，于1959年3月将大坝合龙。1959年4月完成一期工程。1959年5月初发生春汛，坝前水深5米时，坝后老河道处出现管涌，最大渗量0.24立方米/秒，在水库将要漫坝的情况下，被迫将坝右侧750米处炸开缺口，作为临时溢洪道，将库内蓄水放空。1959年9月，810米长、13.1米高的大坝合龙。1961年春下马停建。
1970年10月，852农场重新修建蛤蟆通水库。原按五十年一遇洪水设计，二百年一遇洪水校核的标准，改为按百年一遇洪水设计，五百年一遇洪水校核的标准。重建工程包括：大坝坝体粘土斜墙和堆石，下游砂石护坡，上游干砌石护坡，坝底反滤层，坝头粘土斜墙等；输水道竖井加固，平水洞加固和引渠开挖；溢洪道的泄水道开挖和浆砌石砌护；减压工程的上游粘土铺盖，坝后土石盖重，减压沟砂石反滤和减压井砂石等，工程量26.2万立方米。重建工程于1974年末完工。此后，1975年到1980年，每年冬季采取打冰眼倒土的办法，对坝前进行粘土铺盖，累计土方量达2万立方米。1982年又对溢洪道陡坡段进行了全面翻修。
按新的防洪标准要求，原设计标准偏低，工程质量差。1983年进行“三查三定”时定为病险库。以保坝为主，低水位运行，兴利不多。设计灌溉效益19万亩，其中旱田17万亩，水田2万亩。1985年实际灌溉旱田6万亩，水田2万亩。设计电站装机3台，容量480千瓦，但到至今未建。